# 광명시의회
광명시의회는 광명시에서 제출된 의견이나 조례안을 처리하기 위해 설치된 의회이다. 경기도 광명시 철산동에 위치하고 있다.